# Die Geschichte der stillen Mühle
Die Geschichte der stillen Mühle er en tysk stumfilm fra 1914 af Richard Oswald.

## Medvirkende
- Alfred Abel – Johannes
- Ferdinand Bonn – David
- Robert Valberg – Martin
- Leontine Kühnberg – Gertrud
- Otto Reinwald